# 926년

## 연호
- 후당(後唐) 동광(同光) 4년 / 천성(天成) 원년
- 요(遼) 천찬(天贊) 5년 / 천현(天顯) 원년
- 후백제(後百濟) 정개(政開) 27년
- 고려(高麗) 천수(天授) 9년
- 일본(日本) 엔초(延長) 4년
- 남한(南漢) 백룡(白龍) 2년
- 양오(楊吳) 순의(順義) 6년
- 오월(吳越) 보정(寶正) 원년

## 기년
- 후당(後唐) 장종(莊宗) 4년 / 명종(明宗) 원년
- 요(遼) 태조(太祖) 20년 / 응천태후(應天太后) 원년
- 신라(新羅) 경애왕(景哀王) 3년
- 고려(高麗) 태조(太祖) 9년
- 후백제(後百濟) 견훤(甄萱) 정개 35년
- 발해(渤海) 대인선(大諲譔) 21년

## 사건
- 음력 1월 15일 - 발해왕 대인선이 요나라 태조에게 항복했다. 이 사건 이후 발해가 멸망했다.
- 대광현, 고려로 망명함

## 사망
- 발해(渤海)의 15대 국왕(國王) 대인선(大諲譔)
- 요(遼)의 초대 황제(皇帝) 태조(太祖)
- 후백제(後百濟)의 문신(文臣) 진호(眞虎)
- 고려(高麗)의 문신(文臣)은 왕신(王信)